# トランス (2013年の映画)
『トランス』（Trance）は2013年のイギリスのサイコスリラー映画。ダニー・ボイル監督、ジョー・アヒアナとジョン・ホッジ脚本。出演はジェームズ・マカヴォイ、ロザリオ・ドーソン、ヴァンサン・カッセルらである。プレミア上映は2013年3月19日にロンドンで行われた。

## ストーリー

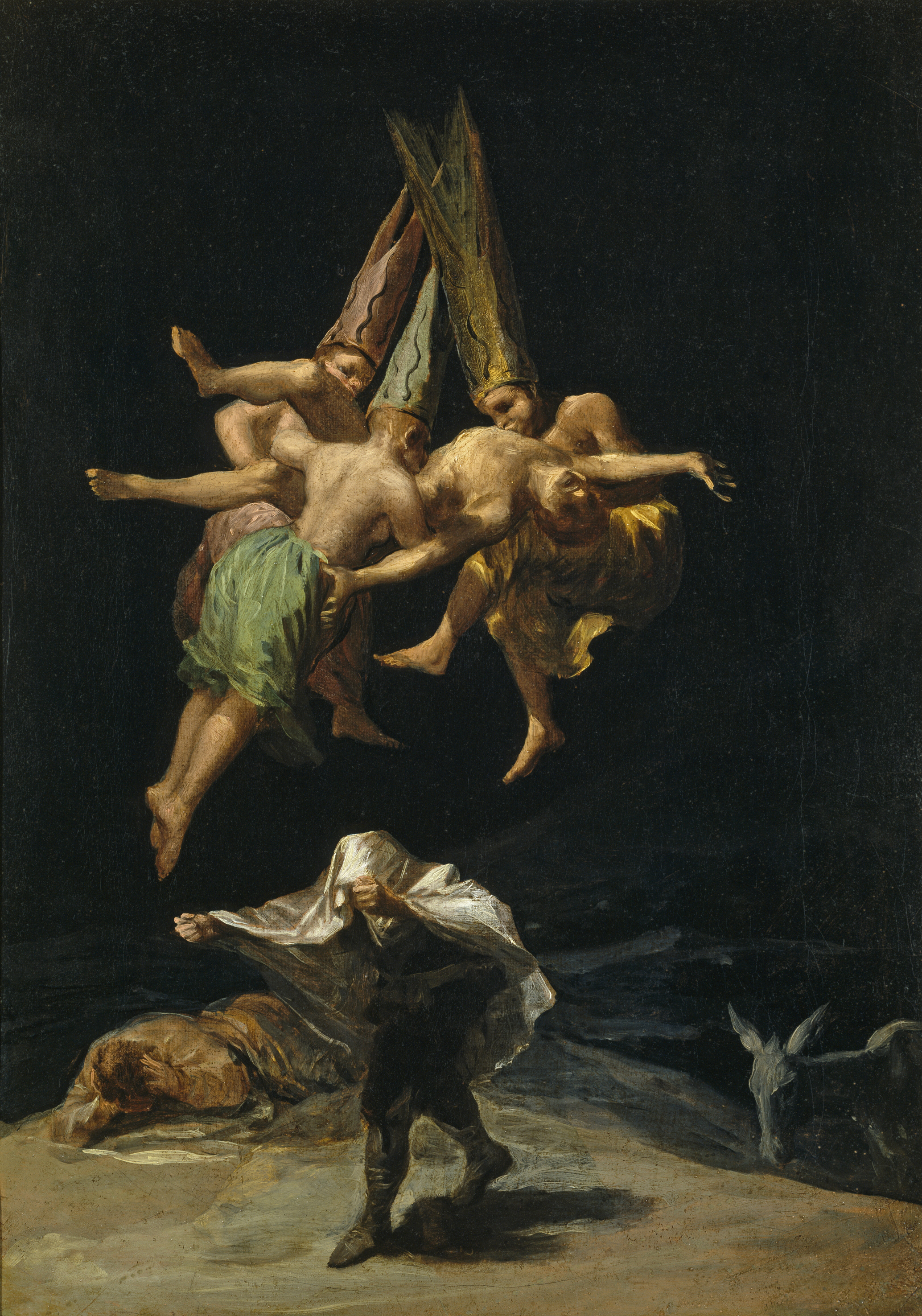
フランシスコ・デ・ゴヤ『魔女たちの飛翔』

ギャンブル依存症で借金まみれの競売人サイモンは、借金を肩代わりしてくれたギャングのフランクらと結託し、彼らが起こした騒動に紛れてゴヤの名画『魔女たちの飛翔』をオークション会場から盗み出すことに成功するが、何故かフランクらを裏切り、密かに絵を隠す。ところが、フランクに殴られたことでサイモンは記憶喪失に陥り、隠し場所を完全に忘れてしまう。そこでフランクは、サイモンが適当に選んだ催眠療法士エリザベスを使ってサイモンの記憶を探ろうとするが、エリザベスは逆にフランクらに接近し、MRIでサイモンの脳を検査するなどして信頼させ、自分をパートナーにするように提案する。こうして仲間になったエリザベスの催眠療法によってサイモンの記憶が徐々に取り戻されて行くが、その一方で、エリザベスはフランクともサイモンとも肉体関係を持つなどの不審な行動をとり、彼女の正体と企みが次第に明らかになって行く。また、それと同時に、サイモンの「封印された記憶」も明らかになる。
全ては1年半前に始まっていた。ギャンブル依存症のサイモンは、その治療のためにエリザベスのもとに通うようになるうちに彼女と恋人同士になるが、すぐに異常な嫉妬心から暴力を振るうようになり、エリザベスに捨てられる。ストーカーとなったサイモンに、エリザベスは催眠療法を使って自分を忘れるように仕向ける。こうしてサイモンはエリザベスを完全に忘れ去ったのだが、事件当日にフランクに殴られたことから部分的に記憶を取り戻してしまったのである。その日、フランクに殴られて気を失ったサイモンはしばらくして意識を取り戻すと、朦朧とする中でオークション会場から逃げ出す。ところが、そこで偶然に出会った女性を、自分を裏切って記憶を封印したエリザベスと思い込んで殺してしまう。彼女の車のトランクに彼女の遺体とジャケットの中に隠し持っていた絵を隠したサイモンは、車を駐車場に置いて逃げ出した後に一連の記憶を失ったのである。
記憶を取り戻したサイモンは女性の遺体とともにフランクを車ごと焼き払おうとするが、絵を持って逃げ出したエリザベスがトラックでサイモンに突進し、フランクの乗った車ごと川に落とす。サイモンは絶命するが、フランクは何とか車から脱出する。
しばらくしてフランクのもとにエリザベスから荷物が届く。中に入っていたタブレット端末で再生された動画には盗まれた絵画とともにエリザベスが映っていた。実は一連の出来事の全てはエリザベスの企みだったのだ。エリザベスは催眠療法でサイモンに自分を忘れさせた際に、同時にサイモンのギャンブル依存症を悪化させることで、借金まみれの末に絵画を盗ませるように暗示をかけ、その上で盗んだ絵を自分に渡すように仕向けていたのだ。まんまとしてやられたことを知ったフランクは動画の中のエリザベスに言われるままに催眠療法で今回の一連の記憶を消そうとするが思い直してやめようとする。

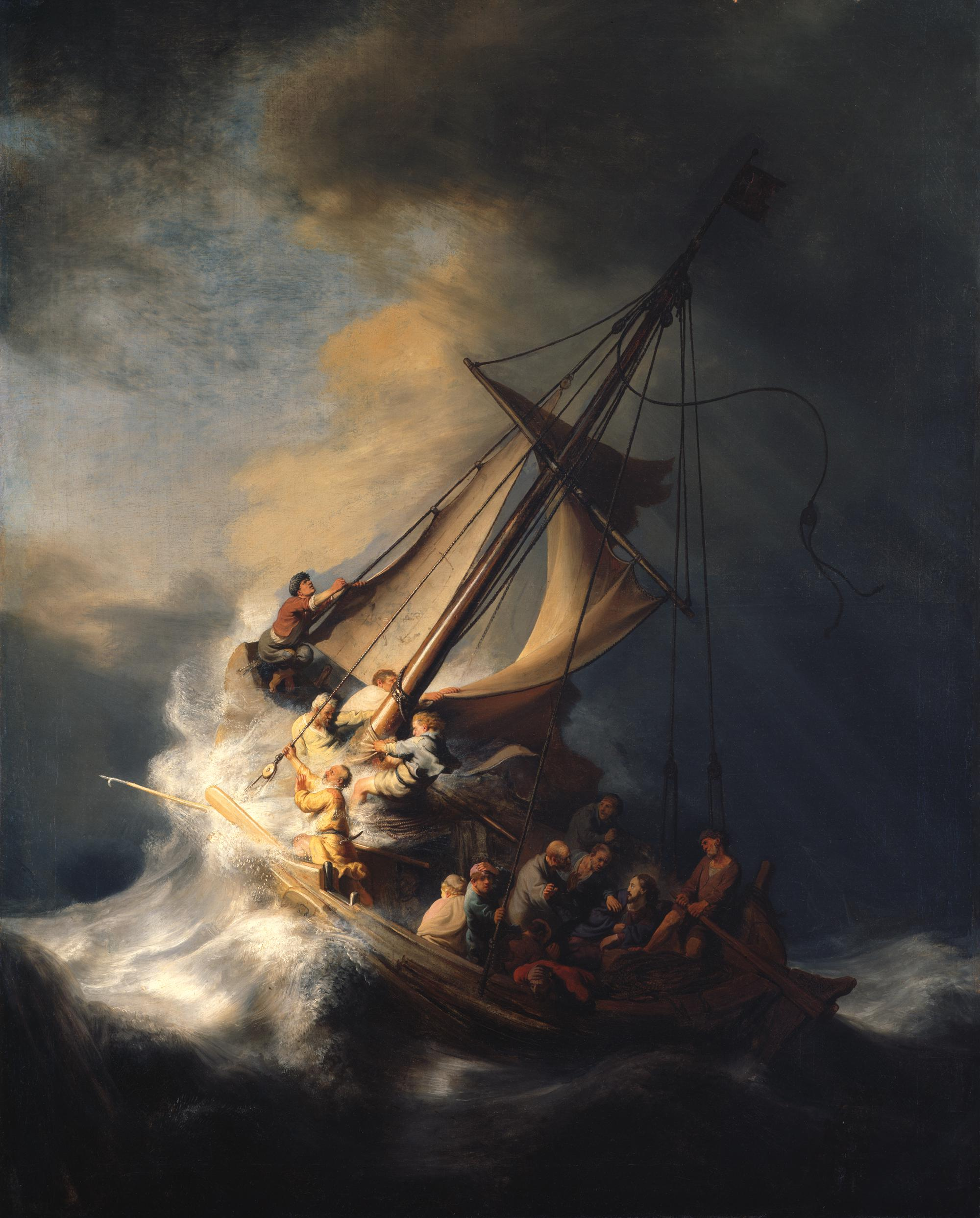
レンブラント・ファン・レイン『ガラリアの海の嵐』

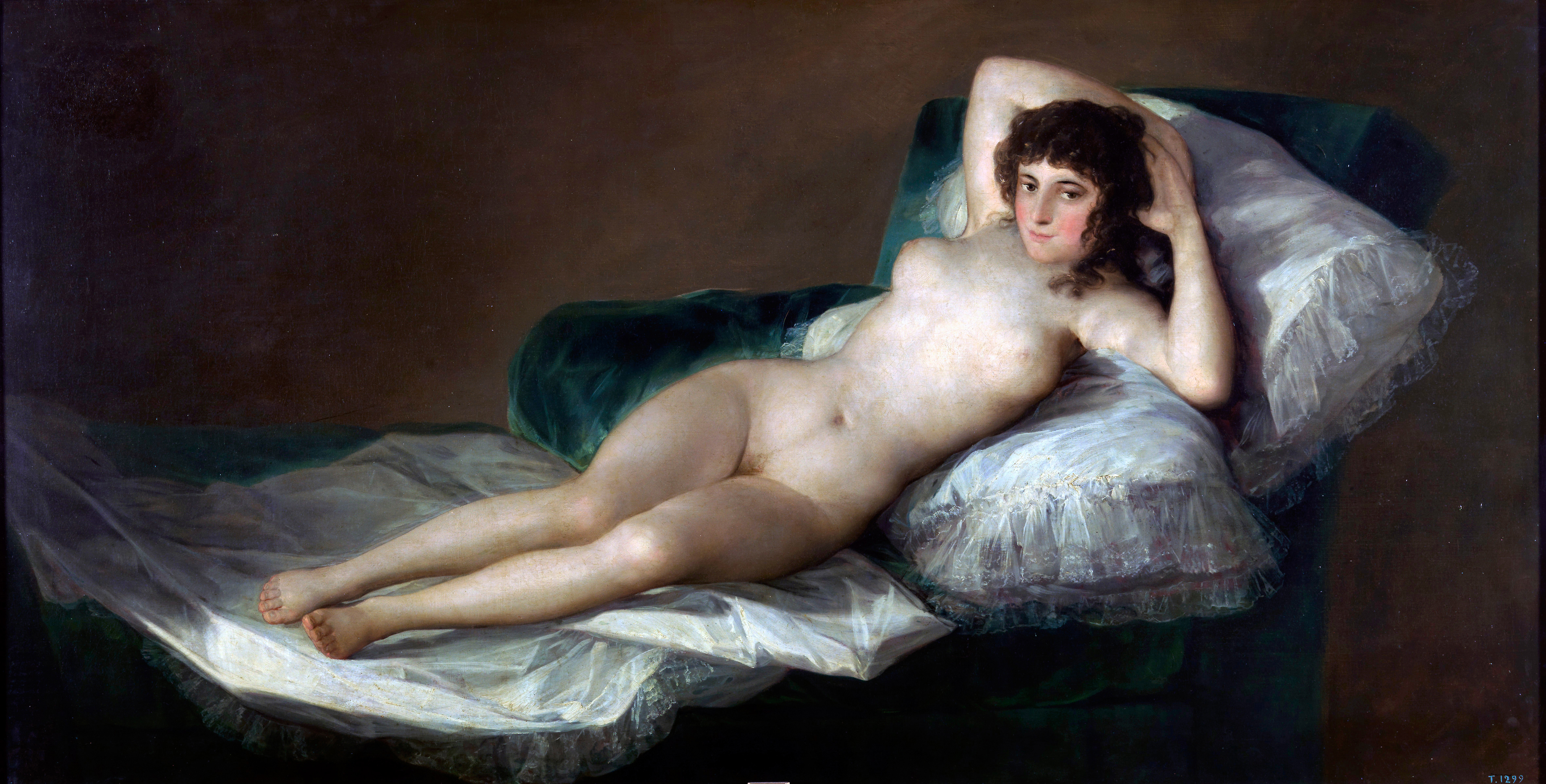
フランシスコ・デ・ゴヤ『裸のマハ』

## キャスト
※括弧内は日本語吹替
- サイモン: ジェームズ・マカヴォイ[2]（猪野学） - 競売人。
- エリザベス: ロザリオ・ドーソン[2][4]（東條加那子） - 催眠療法士。
- フランク: ヴァンサン・カッセル[2][4]（内田直哉） - ギャング。
- ネイト: ダニー・スパーニ（英語版）（楠大典） - フランクの仲間。アフリカ系。
- ドミニク: マット・クロス（小松史法） - フランクの仲間。
- リズ: ワハブ・シーク（河本邦弘） - フランクの仲間。サイモンにフランクを紹介。
- フランシス・ルメートル: マーク・ポルティモア（坂東尚樹） - 主任競売人。

## 製作
本作は2001年のイギリスの同名のテレビ映画が部分的に基となっている。脚本のジョン・ホッジと監督のダニー・ボイルは今作が通算5回目のコラボレーションとなる。
ボイルが1994年に『シャロウ・グレイヴ』を撮り終えた後、ジョー・アヒアナはボイルに『トランス』の脚本を送った。ボイルはこの当初の脚本ではプロジェクトの実現は「非常に難しい」と考えた。アヒアナは2001年のテレビ映画用に脚本を流用した。それから約20年後、脚本のことを忘れていなかったボイルは長編映画化に向けてアヒアナに連絡を取った。
フランク役には当初はマイケル・ファスベンダーがキャスティングされていたが、スケジュールの都合により降板した。その後コリン・ファースが代役に考えられていたが、最終的にはヴァンサン・カッセルに決定した。エリザベス役にはスカーレット・ヨハンソン、メラニー・ティエリー、ゾーイ・サルダナが考慮されていたが、最終的にロザリオ・ドーソンに決定した。
主要撮影は2011年9月に開始された。撮影終了後、ボイルは2012年のロンドンオリンピックの開会式に取り組むために本作の作業を一時中断した。ポストプロダクションは2012年8月より再開された
ボイルは「私は女性を映画の中心に置いたのは初めてだ」と述べている。彼はまた当初は舞台をニューヨークにする構想であったが、オリンピック開会式の作業のためにイギリスに滞在しなければならなかったためにロンドンとケントで撮影した。

## 評価
Rotten Tomatoesによれば、批評家の一致した見解は「相変わらずスタイリッシュなダニー・ボイル監督は驚くほど薄っぺらい脚本の『トランス』でも何とか持ちこたえているようだが、それでもボイル作品のファンにとっては、薬物でトリップするような娯楽作品として楽しめるはずである。」であり、187件の批評家レビューで支持率は68%、平均点は10点満点で6.6点となっている。
Metacriticによれば、37件のレビューのうち、高評価は23件、賛否混在は12件、低評価は2件で、平均点は100点満点で61点となっている。